# 冯小华
冯小华（1956年—），广东丰顺人，中华人民共和国企业家，洋浦南华糖业集团董事长，被称为“亚洲糖王”。2018年，被评为改革开放40年百名杰出民营企业家。